# Katoke (Muleba)
Katoke ist ein Bezirk (Ward) des Distriktes Muleba in der tansanischen Region Kagera.

## Geografie
Katoke liegt im Nordwesten von Tansania, westlich vom Victoriasee. Durch den Bezirk verläuft die asphaltierte Nationalstraße von Bukoba nach Biharamulo. Die Fläche des Bezirks beträgt 58,8 Quadratkilometer, bei der Volkszählung 2022 hatte er 11.710 Einwohner.

## Gliederung
Der Bezirk besteht aus sechs Gemeinden (Mtaa) mit 27 Orten (Kitongoji):
| Bwarushanje - Rushanje - Nyabiziba - Bweigiro - Kampimpi | Bushumba - Bujunangoma - Bueza - Kyaina - Kitoma | Kimbugu A - Katunguru - Buhanyuzi A - Nyarubanja A - Rushasha - Kabwembwo | Kimbugu B - Buhanyuzi B - Kanyoro - Burwani - Nyarubanja B - Mishenyi - Buchwarugo | Katoke - Bushaju - Buyego - Runyinya - Buhesi - Nyakatunguru | Kahumulo - Kahumulo - Kyamuhaya - Buhuru |

## Infrastruktur
- Gesundheit: Die Apotheke in Katoke bietet Erstversorgung für Malaria und HIV an.[7]
- Bildung: In Katoke befindet sich ein Lehrerausbildungscollege.[8]